# 大管区 (ナチ党)
大管区（だいかんく、ドイツ語: Gau、複数形:Gaue）とは、国民社会主義ドイツ労働者党の地方行政単位であり、ナチス・ドイツの事実上の行政単位である。

## 歴史

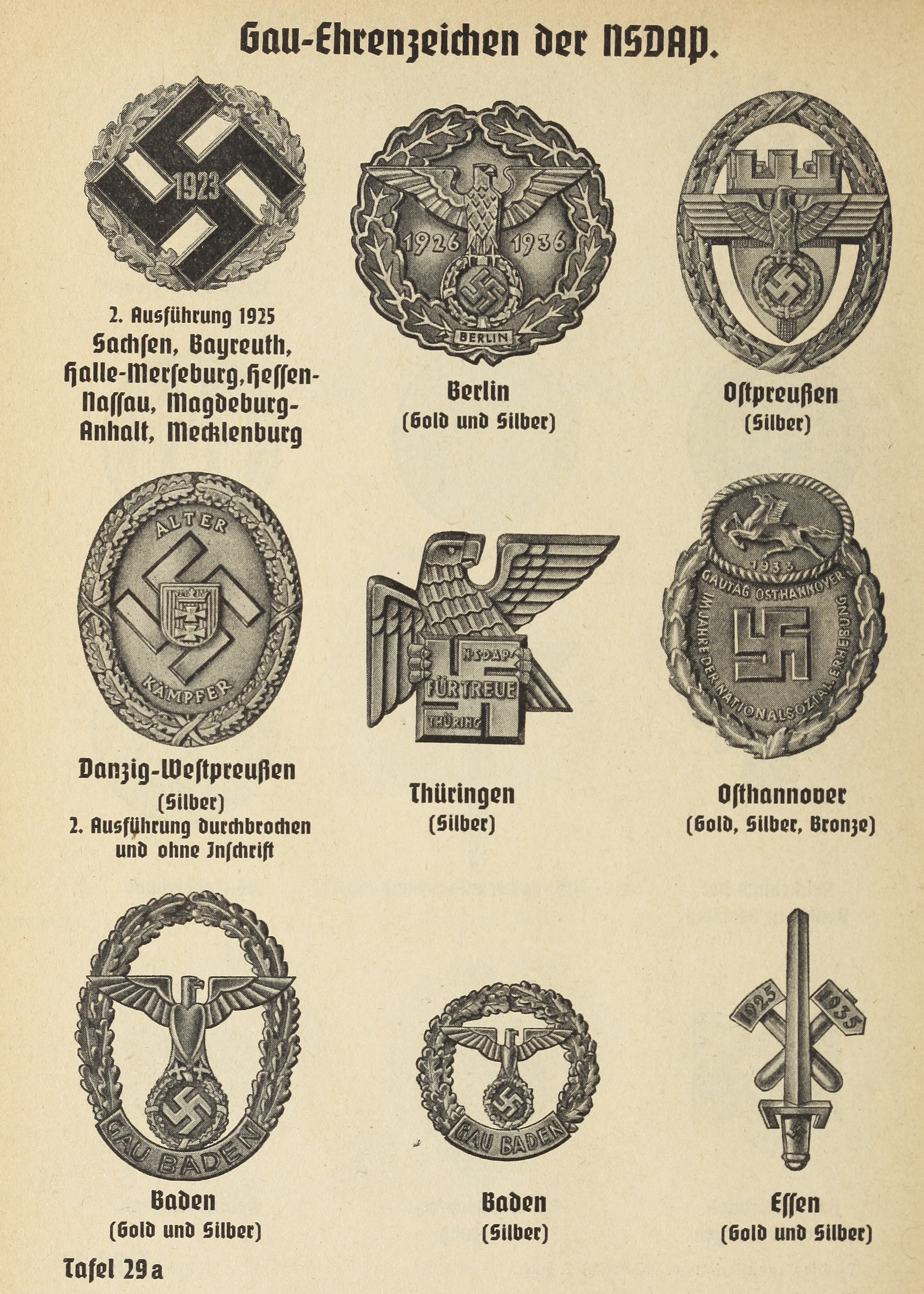
各大管区の記念章

ミュンヘン一揆の失敗とヒトラーの収監を経て、ナチ党は組織の再編成を行っていた。1925年、大管区指導者の称号が作られた。
1928年までに大管区指導者はナチ党内の階級にもなり、最終的に全国指導者の次席となった。
ナチ党の権力掌握後は大管区指導者の多くが国家代理官（独: Reichsstatthalter）に任命され、ナチ党による全国支配を実行することとなった。
さらに1934年に、ドイツ国再建に関する法の成立に基づき、それまでの行政区分である州（ラント、独: Land、複数形: Länder）の機能をナチス・ドイツ政府が一時停止したことに伴って、国家の行政区画としての機能を始めた。
第二次世界大戦勃発後の1939年9月には国防管理官を兼任し、地域防衛の責任者となったことでさらに権力は大きくなった。

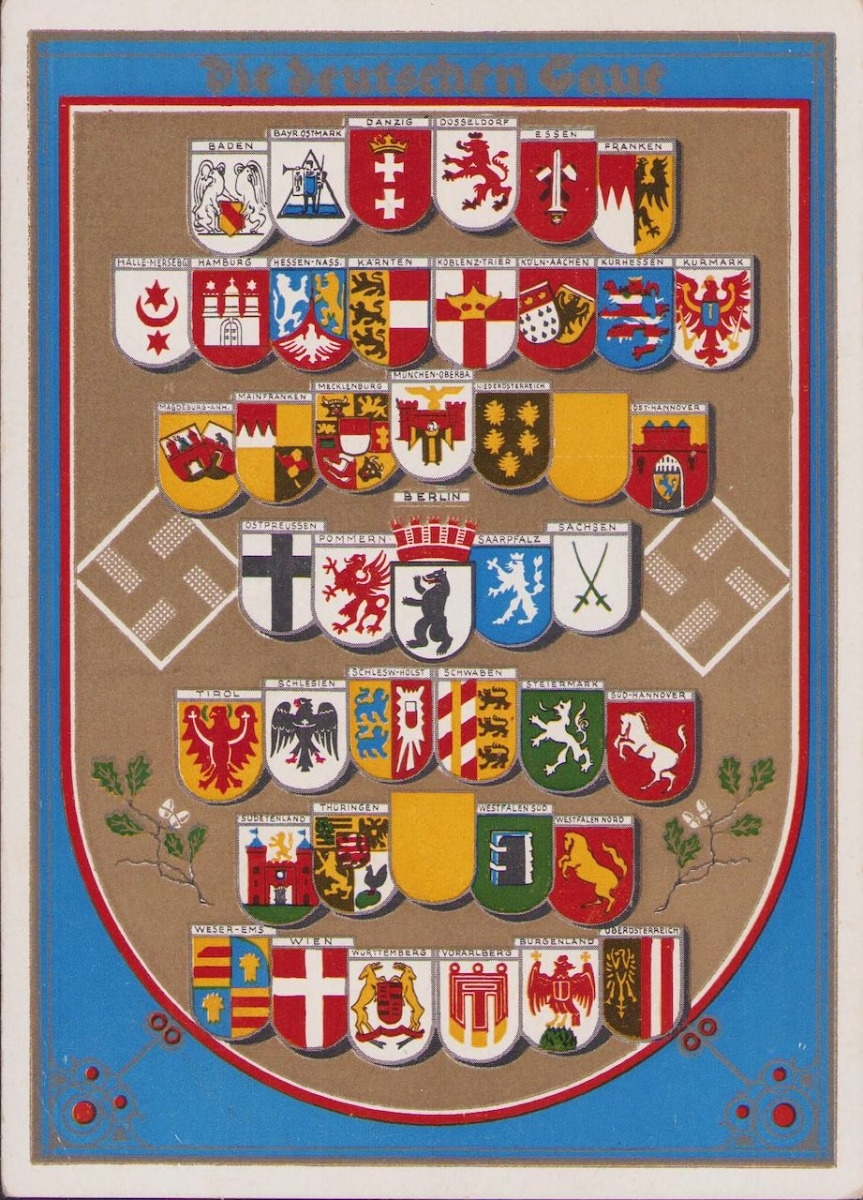
1939年の大管区記章一覧

ナチス・ドイツが滅びる1945年までに、合計で43の大管区が設置された。その中には、オーストリア・チェコスロヴァキア・ポーランド・フランスなどの占領地域に設置された10個の帝国大管区と、大管区扱いとされた外国組織部（ドイツ語: Auslandsorganisation der NSDAP、略称:NSDAP/AO）が含まれる。大管区と帝国大管区に実際の機能の差はほとんど無く、都道府県の名称の違いと同様に考えればよい。

## ナチ党組織としての大管区

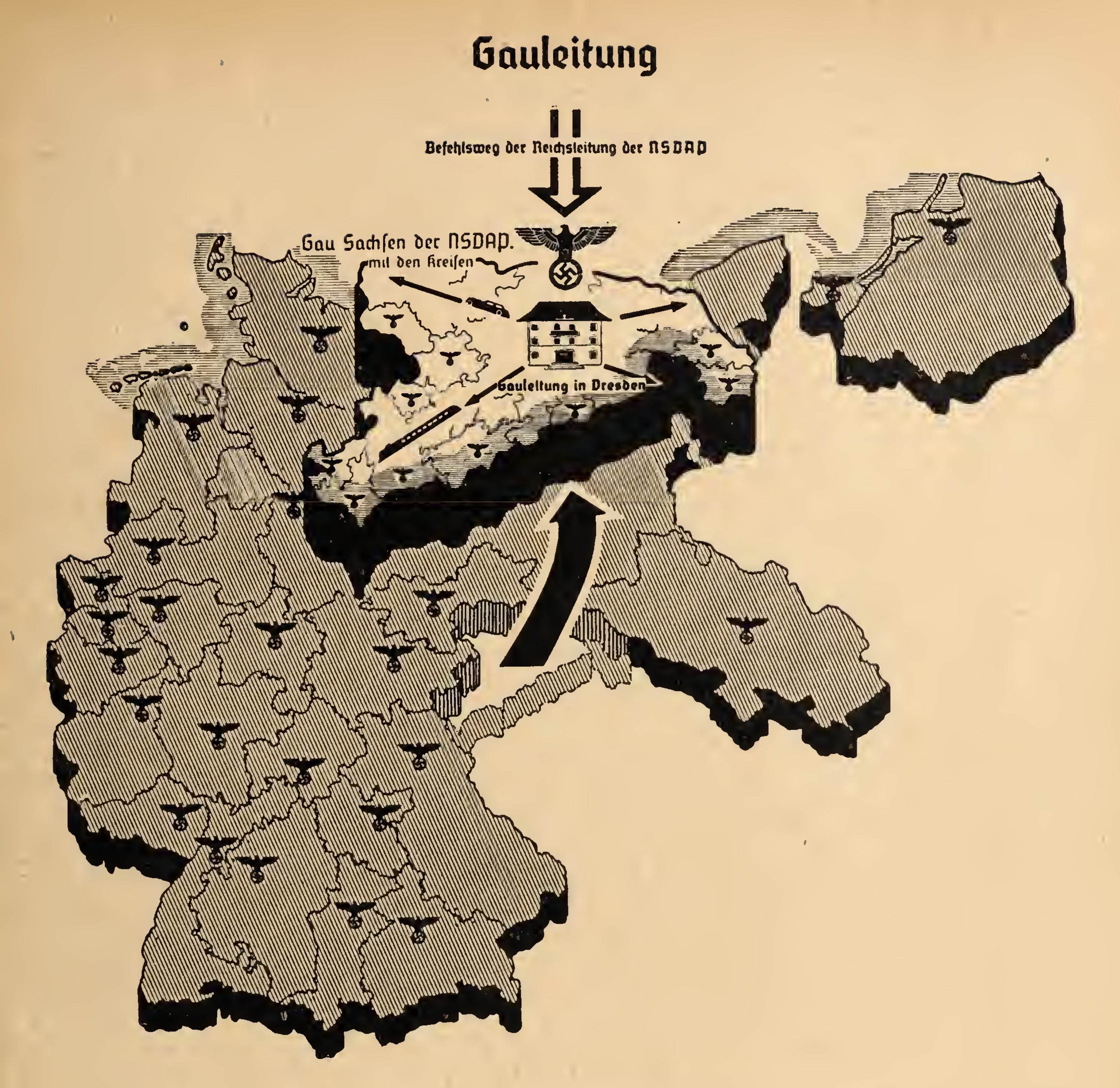
全国における大管区の範囲

大管区はナチ党の地方組織の最大単位であり、ドイツ国内・国外（ザールラントやオーストリア等）を国会議員の選挙区に対応する30数個に分け、その下には、管区（Kreis）、地区（Ortsgruppe）、拠点分区（Stützpunkt、1939年廃止）、細胞（Zelle）、街区（Block）と呼ばれる単位が設置されていた。最少単位の街区は約50の世帯から構成されていた。

## 大管区指導者
大管区指導者（ドイツ語: Gauleiter）とは国家社会主義ドイツ労働者党（ナチ党）の役職・身分で、ナチ党の地区区分である大管区の指導者を指す。ナチズム下のドイツにおいては地方の最高権力者として扱われ、後に設置される帝国大管区においても大管区指導者が設置された。

## 大管区と州の関係

ヴァイマル共和政から引き継いだ行政区画である連邦州。

ワイマール共和国から引き継いだ旧来の州（ラント）も、ドイツ国再建に関する法によって州議会は解散され、大管区指導者の多くが国家代理官に任命されたものの、ナチス・ドイツ時代を通じて廃止されたわけではなく、大管区と並存し続けた。州を廃止する計画は存在したが、アドルフ・ヒトラーは、地域政党の指導者たちに混乱を引き起こすことを避けたため、帝国改革（ライヒスレフォルム、独: Reichsreform）と呼ばれたその構造改革を実行しなかった。
同様の理由から、大管区の境界も同様に変更されることは無かった。大管区はナチス・ドイツが巨大化していくに従って大きくなっていった。一方で州もまた存続したが、実権は大管区指導者が握ったため、州首相（独: Ministerpräsident）は形式的な職責であった。
大管区指導者は、ヒトラーによって直接任命され、総統たる彼にのみ責任を負った。しかし、実務面ではヒトラーからの干渉は無いに等しく、彼らは絶対的な権力者として大管区に君臨した。
第二次世界大戦勃発後の1939年9月1日には、政府評議会が出した命令によって、18の軍管区に所属する18人の全国防衛委員（国防管理官）が大管区指導者より任命され、地域防衛の責任者となったことで、さらに権力は大きくなった。さらに、すべての大管区指導者が1942年4月6日に大管区労働配置管理官に任命され、11月16日には全国防衛委員へ任命された。

## 帝国大管区
帝国大管区は、1938年から1945年にナチス・ドイツによって、主に併合された領土により構成され、設置された行政区分の名称である。また帝国大管区の大管区指導者は全員が国家代理官を兼任し、大管区と政府行政が最大限に近接していた。

## 計画された大管区
1940年のベルギーへのドイツの侵攻後、軍政が敷かれた。1944年の7月、「大ドイツ」への編入の前段階として、文民による統治が始まった。その年の12月、ベルギーは2つの帝国大管区と直轄市に分割された。しかし、この分割は連合国の前進により、書類上だけのものに終わった。
フランデレン帝国大管区（独: Reichsgau Flandern der NSDAP）
管区都はアントウェルペンに置かれる予定であった。現在のフランデレン地域と一致する。大管区指導者はイェフ・ファン・デ・ヴィーレであった。
ワロニア帝国大管区（独: Reichsgau Wallonien der NSDAP）
管区都はリエージュに置かれる予定であった。現在のワロン地域と一致する。大管区指導者はレオン・デグレルであった。
ブリュッセル直轄市は帝国委員の統治下におかれる予定だった。

## 大管区の一覧

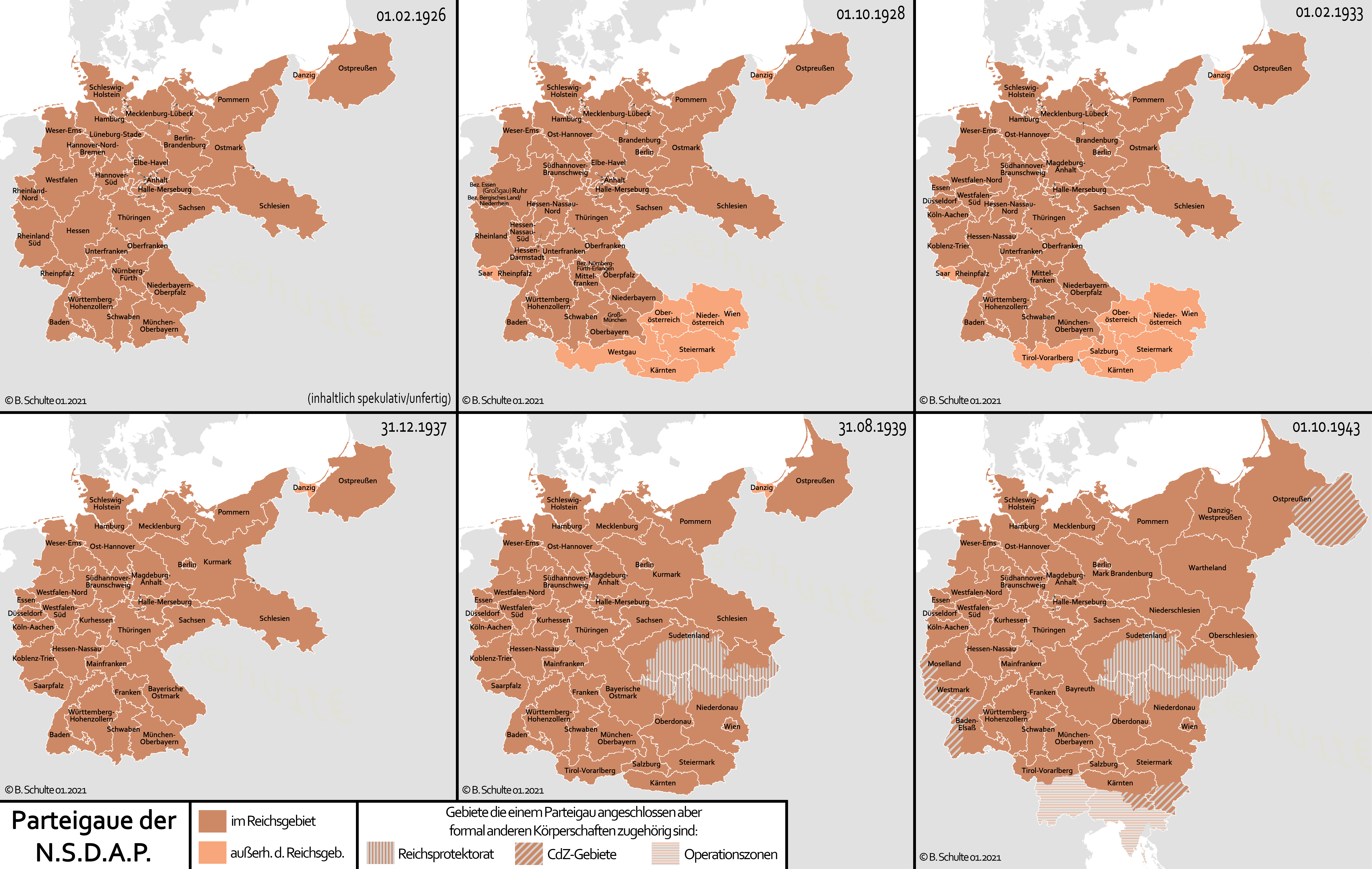
左上より1926年、1928年、1933年、1937年、1939年、1943年の大管区

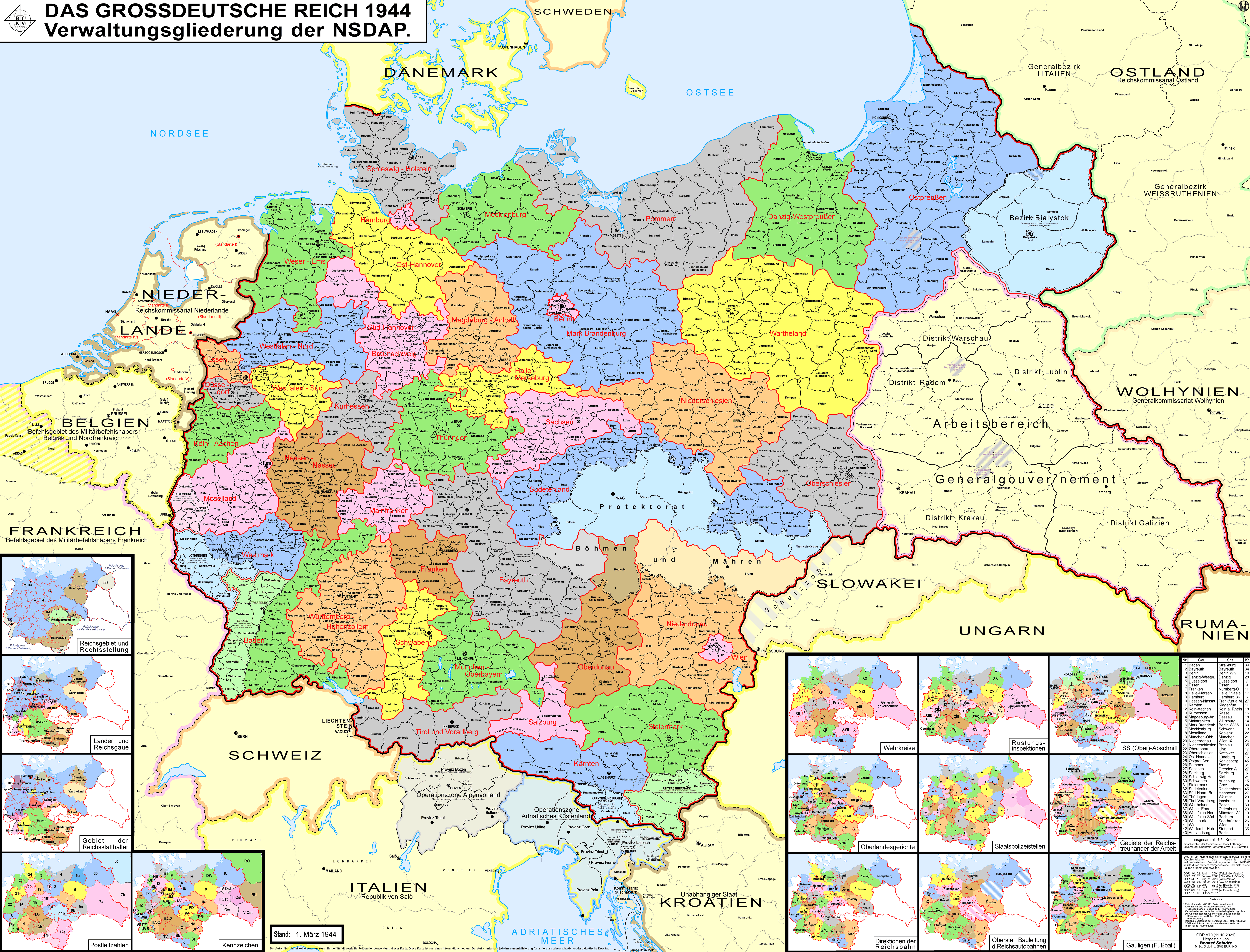
1944年の大管区・帝国大管区の領域を示した図

### 43大管区[7]
1925年から1945年にかけて大管区の設置、廃止、合併が行われた。最終的には43の大管区が存在した。
バーデン＝エルザス大管区（独: Gau Baden-Elsass der NSDAP）
大管区都：カールスルーエ（1925年 - 1940年）、シュトラースブルク（1940年 - 1945年）。
バーデン共和国の領域から構成される大管区。1925年3月に設置され、当初はバーデン大管区（独: Gau Baden der NSDAP）であった。1941年3月22日にアルザス民政地域（アルザス地域圏、オー＝ラン県・バ＝ラン県）を統合し、バーデン＝エルザス大管区に改称した。この大管区は、オーバーライン帝国大管区に改称する計画があった。
歴代大管区指導者
- ロベルト・ヴァーグナー

　（1925年3月22日 - 1945年5月8日）
- ヴァルター・ケーラー、職務代行

　（1933年1月 - 1933年）
歴代大管区指導者代理
- カール・レンツ

　（1926年 - 1931年8月）
- ヴァルター・ケーラー

　（1931年8月 - 1933年5月）
- 空位

　（1933年5月 - 1933年）
- ヘルマン・レーン

　（1934年 - 1945年5月）
バイロイト大管区（独: Gau Bayreuth der NSDAP）
大管区都：バイロイト。
バイエルン自由州の東部から構成される大管区である。1933年1月19日にオーバーフランケン大管区・ニーダーバイエルン＝オーバープファルツ大管区が合併して作られた。1942年6月2日に改名されるまではバイエルン＝オストマルク大管区（独: Gau Bayerische Ostmark der NSDAP）大管区といった。
1938年のズデーテン地方要求によって、隣接するチェコスロヴァキア領（プルゼニ州クラトヴィ郡・南ボヘミア州プラハチツェ郡）が編入された。
歴代大管区指導者
- ハンス・シェム

　（1933年1月19日 - 1935年3月5日）
- ルートヴィヒ・ルックデシェル、職務代行

　（1935年3月5日 - 1935年12月4日）
- フリッツ・ヴェヒトラー

　（1935年12月5日 - 1945年4月19日）
- ルートヴィヒ・ルックデシェル

　（1945年4月19日 - 1945年5月）
歴代大管区指導者代理
- ルートヴィヒ・ルックデシェル

　（1933年2月1日 - 1945年4月19日）
大ベルリン大管区（独: Gau Groß-Berlin der NSDAP）
大管区都：ベルリン。
プロイセン自由州の大ベルリンから構成される。1928年10月1日に、ベルリン＝ブランデンブルク大管区から分割された。
歴代大管区指導者
- ヨーゼフ・ゲッベルス

　（1928年10月1日 - 1945年5月1日）
歴代大管区指導者代理
- クルト・ダリューゲ

　（1928年10月1日 - 1930年11月1日）
- ハンス・マインスハウゼン

　（1930年11月1日 - 1933年3月）
- アルトゥル・ゲルリッツァー

　（1933年3月13日 - 1943年12月）
- ヨハネス・エンゲル（暫定（?））

　（1944年 - 1944年3月17日?）
- ゲルハルト・シャッハ

　（1944年 - 1945年5月）
ダンツィヒ＝ヴェストプロイセン帝国大管区（独: Reichsgau Danzig-Westpreußen der NSDAP）
大管区都：ダンツィヒ。
1926年3月11日にダンツィヒ地区（Ortgruppe Danzig der NSDAP）より昇格。当初は自由都市ダンツィヒ大管区（独: Gau Freie Stadt Danzig der NSDAP）と言った。1939年10月26日の総統命令によりダンツィヒ大管区に東プロイセン大管区の5管区（エルビング、マリーエンブルク、マリーエンヴェルダー、ローゼンベルク、シュトゥーム）及び旧ポーランド領ポモージェ県（ヴァルテラント帝国大管区に組み込まれた5郡を除く）が組み込まれ、ダンツィヒ＝ヴェストプロイセン帝国大管区へと拡大した。
歴代大管区指導者
- ハンス・アルベルト・ホーンフェルト

　（1926年3月11日 - 1928年6月20日）
- 空位

　（1928年6月20日 - 1928年8月20日）
- ヴァルター・マース（暫定）

　（1928年8月20日 - 1929年3月1日）
- エーリヒ・コッホ（暫定）

　（1929年3月1日 - 1930年9月30日）
- アルトゥール・グライザー（暫定）

　（1930年10月3日 - 1930年10月15日）
- アルベルト・フォルスター

　（1930年10月15日 - 1945年3月27日）
歴代大管区指導者代理
- ヴァルター・マース

　（1928年8月20日 - 1929年3月1日）
- 空位

　（1929年3月1日 - 1933年10月15日）
- アルトゥール・グライザー

　（1933年10月15日 - 1939年10月7日）
- オットー・アンドレス

　（1940年1月 - 1941年3月）
- ゲルハルト・ゼーガー（Gerhard Seeger）

　（1941年3月 - 1945年）
デュッセルドルフ大管区（独: Gau Düsseldorf der NSDAP）
大管区都：デュッセルドルフ。
1930年8月1日、大管区独立区ベルギッシェス＝ラント＝ニーダーライン（gauunabhängigen Bezirk Bergischs-Land-Niderrhein der NSDAP）から昇格。プロイセン自由州のライン県の北部から構成される。
歴代大管区指導者
- フリードリヒ・カール・フローリアン

　（1930年8月1日 - 1945年4月17日）
歴代大管区指導者代理
- ヴェルナー・カイスナー

　（1932年 - 1933年4月）
- カール・オーヴァーフース

　（1933年4月 - 1945年）
エッセン大管区（独: Gau Essen der NSDAP）
大管区都：エッセン。
1928年8月1日、大ルール大管区のエッセン区（Bezirk Essen der NSDAP）が大管区に昇格。プロイセン自由州のライン県の北端から構成される。
歴代大管区指導者
- ヨーゼフ・テアボーフェン

　（1928年8月1日 - 1945年5月8日）
- フリッツ・シュレスマンが1940年以降は事実上のガウライターとして実権を握った。大管区指導者テアボーフェンがノルウェーの国家弁務官となったためである。

　（1940年4月 - 1945年4月）
歴代大管区指導者代理
- フリッツ・シュレスマン

　（1930年8月1日 - 1930年12月31日）
- 空位

　（1931年1月1日 - 1932年7月）
- ハンス・ヴァイデマン

　（1932年7月 - 1932年12月）
- ハインリヒ・ウンガー

　（1933年? - 1939年2月10日）
- 空位

　（1939年2月10日 - 1939年11月）
- フリッツ・シュレスマン

　（1939年11月 - 1945年5月）
フランケン大管区（独: Gau Franken der NSDAP'）
大管区都：ニュルンベルク。
バイエルン自由州の領域から構成される。1929年3月1日に南ミッテルフランケン下級大管区とニュルンベルク＝フュルト下級大管区が合併して作られた。1935年に改名されるまではミッテルフランケン大管区（独: Gau Mittelfranken der NSDAP）といった。
歴代大管区指導者
- ユリウス・シュトライヒャー

　（1929年3月1日 - 1940年2月16日）
- 空位

　（1940年2月16日 - 1944年11月）
- 管区指導者ハンス・ツィンマーマン

　（1940年2月16日から1942年4月4日まで事実上の実権を握った。）
- カール・ホルツ

　（1942年4月4日から1944年11月まで事実上の実権を握った。）
- カール・ホルツ

　（1944年11月 - 1945年4月20日）
歴代大管区指導者代理
- ヴィルヘルム・グリム

　（1929年3月29日 - 1932年2月）
- 不明

　（1932年2月 - 1934年1月1日）
- カール・ホルツ

　（1934年1月1日 - 1940年2月）
- 空位

　（1940年2月 - 1942年3月）
- カール・ホルツ

　（1942年3月 - 1944年11月）
ハレ＝メルゼブルク大管区（独: Gau Halle-Merseburg der NSDAP）
大管区都： ハレ。
1925年6月27日に設置。プロイセン自由州のザクセン県の南半分から構成される。
歴代大管区指導者
- ヴァルター・エルンスト

　（1925年6月27日 - 1926年7月25日）
- パウル・ヒンクラー

　（1926年7月25日 - 1931年1月19日）
- ルドルフ・ヨルダン

　（1931年1月19日 - 1937年4月20日）
- ヨアヒム・アルブレヒト・エッゲリンク

　（1937年4月20日 - 1945年4月15日）
歴代大管区指導者代理
- フリッツ・ティーベル

　（1927年 - 1931年）
- カール・ジーモン

　（1931年 - 1932年5月）
- ヴァルター・ティースラー

　（1932年5月 - 1934年5月）
- 空位

　（1934年5月 - 1935年）
- ゲオルク・テッシェ

　（1936年 - 1945年）
ハンブルク大管区（独: Gau Hamburg der NSDAP）
大管区都：ハンブルク。
1925年3月に設置。1926年11月4日より地区（Ortsgruppe）に降格。1928年2月26日、再び大管区に昇格。ハンブルク自由市から構成される。
歴代大管区指導者
- ヨーゼフ・クラント

　（1925年3月27日 - 1926年11月4日）
- アルベルト・クレープス

　（1926年11月4日 - 1928年9月3日）
- ヴィルヘルム・ヒュットマン

　（1928年5月9日 - 1928年9月3日）
- ヒンリヒ・ローゼ（暫定）

　（1928年10月1日 - 1929年4月15日）
- カール・カウフマン

　（1929年4月15日 - 1945年5月3日）
歴代大管区指導者代理
- ヴィルヘルム・フォン・アルヴェルデン

　（1931年 - 1932年）
- ハリー・ヘニングゼン

　（1933年5月 - 1944年3月8日）
ヘッセン＝ナッサウ大管区（独: Gau Hessen-Nassau der NSDAP）
大管区都：フランクフルト・アム・マイン。
ヘッセン人民州とプロイセン自由州のヘッセン・ナッサウ県の南半分から構成される。この大管区は、1932年12月31日に南ヘッセン＝ナッサウ大管区とヘッセン＝ダルムシュタット大管区が合併して生まれた。
歴代大管区指導者
- ヤーコプ・シュプレンガー

　（1932年12月31日 - 1945年5月8日）
歴代大管区指導者代理
- カール・リンダー

　（1932年12月31日（?） - 1933年7月）
- ヴァルター・ハイゼ（代行（?））

　（1933年5月 - 1933年6月1日）
- ハインリヒ・ライナー

　（1933年7月 - 1937年6月30日）
- カール・リンダー

　（1937年7月1日 - 1945年）
ケルンテン帝国大管区（独: Reichsgau Kärnten der NSDAP）
大管区都：クラーゲンフルト。
1926年8月（?）に設置。1940年3月15日に帝国大管区になる。ケルンテン州から構成される。1941年にユーゴスラヴィア（現スロヴェニア）に設置されたケルンテン・クライン民政地域が編入された。
歴代大管区指導者
- ハンス・マーツェナウアー（Hans Mazenauer）

　（1926年8月29日 - 1927年）
- フーゴ・ヘルツォーク（Hugo Herzog）

　（1927年9月1日 - 1933年2月1日）
- ハンス・フォム・コーテン

　（1933年2月1日 - 1933年5月）
- フーベルト・クラウスナー

　（1933年5月 - 1936年10月）
- モーリッツ・チャイチュナー（Moritz Czeitschner）（職務代行）

　（1933年6月 - 1933年）
- フランツ・ルドルフ（Franz Rudolf）

　（不明）
- ペーター・ファイストリッツアー

　（1936年10月 - 1938年2月20日）
- フランツ・クッチェラ（職務代行）

　（1938年2月20日 - 1938年5月22日）
- フーベルト・クラウスナー

　（1938年5月22日 - 1939年2月12日）
- フランツ・クッチェラ（職務代行）

　（1939年2月 - 1941年11月）
- フリードリヒ・ライナー

　（1941年12月1日 - 1945年5月8日）
歴代大管区指導者代理
- ハンス・シェリアウ

　（1926年 - 1927年（?））
- フーゴ・ヘルツォーク（Hugo Herzog）

　（1927年 - 1927年9月1日）
- ハンス・フォム・コーテン

　（1932年11月 - 1933年5月）
- オディロ・グロボクニク

　（1933年 - 1934年）
- フリードリヒ・ライナー

　（1934年 - 1938年）
- フランツ・クッチェラ

　（1938年5月24日 - 1941年11月）
- 管区指導者カール・パハネック（Karl Pachneck）（職務代行）

　（1940年3月 - 1940年10月）
- フリードリヒ・ティーメル（Friedrich Thimel）

　（1941年 - 1945年）
ケルン＝アーヘン大管区（独: Gau Köln-Aachen der NSDAP）
大管区都：ケルン。
1931年6月1日に、ラインラント大管区を分割した結果作られた。プロイセン州のライン県の北部中央から構成される。
歴代大管区指導者
- ヨーゼフ・グローエ

　（1931年6月1日 - 1945年4月8日）
歴代大管区指導者代理
- ルドルフ・シュメーア

　（1931年6月1日 - 1932年8月31日）
- リヒャルト・シャラー

　（1932年10月 - 1945年5月）
クールヘッセン大管区（独: Gau Kurhessen der NSDAP）
大管区都：カッセル。
1925年にヘッセン＝ナッサウ大管区（初代）を分割した結果作られた。1934年までは、北ヘッセン＝ナッサウ大管区（独: Gau Hessen-Nassau-Nord der NSDAP）と言った。1927年3月1日にヘッセン人民州とプロイセン州ヘッセン＝ナッサウ県においてナチ党の再編成が行われた際に、北ヘッセン＝ナッサウ大管区と南ヘッセン＝ナッサウ大管区（初代）の2つの大管区はヘッセン大管区、北ヘッセン＝ナッサウ大管区、南ヘッセン＝ナッサウ大管区の3つに再分割された。プロイセン州のヘッセン＝ナッサウ県の北半分から構成される。
歴代大管区指導者
- ヴァルター・シュルツ

　（1925年4月 - 1928年2月1日）
- カール・ヴァインリヒ（職務代行）

　（1928年2月1日 - 1928年9月1日）
- カール・ヴァインリヒ

　（1928年9月1日 - 1944年）
- カール・ゲルラント

　（1943年11月6日 - 1944年12月13日、事実上の大管区指導者）
- カール・ゲルラント

　（1944年12月13日 - 1945年4月21日）
歴代大管区指導者代理
- ローラント・フライスラー

　（1925年 - 1927年9月1日）
- フリッツ・レンゲマン

　（1927年9月1日 - 1934年5月30日）
- ハンス・ブルクハルト

　（1934年7月1日 - 1938年1月31日）
- マックス・ゾルブリヒ

　（1938年2月1日 - 1945年5月）
マクデブルク＝アンハルト大管区（独: Gau Magdeburg-Anhalt der NSDAP）
大管区都：デッサウ。
1927年4月1日にアンハルト大管区、エルベ＝ハーフェル大管区、マグデブルク大管区が合併して作られた。1928年10月1日に改名されるまではアンハルト＝ザクセン県北大管区（独: Gau Anhalt-Provinz Sachsen Nord）といった。アンハルト自由州とプロイセン自由州のザクセン県から構成される。
歴代大管区指導者
- ヴィルヘルム・フリードリヒ・レーパー

　（1927年4月1日 - 1932年8月17日）
- パウル・ホーフマン

　（1932年8月17日 - 1932年12月）
- ヴィルヘルム・フリードリヒ・レーパー

　（1932年12月 - 1935年10月23日）
- ヨアヒム・アルブレヒト・エッゲリンク（職務代行）

　（1935年10月23日 - 1936年2月20日）
- ヨアヒム・アルブレヒト・エッゲリンク

　（1936年2月20日 - 1937年4月20日）
- ルドルフ・ヨルダン

　（1937年4月20日 - 1945年5月）
歴代大管区指導者代理
- パウル・ホフマン

　（1931年 - 1933年3月31日）
- ヨアヒム・アルブレヒト・エッゲリンク

　（1933年 - 1937年4月20日）
- 大管区人事部長クリスティアン・オプデンホフ

　（1934年7月 - 1936年8月）
- 空位

　（1936年8月 - 1937年4月）
- ルドルフ・トラウトマン

　（1938年11月9日 - 1944年7月18日）
マインフランケン大管区（独: Gau Mainfranken der NSDAP、en）
大管区都：ヴュルツブルク。
1928年10月1日に北バイエルン大管区より分割されたウンターフランケン下級大管区（独: Untergau Unterfranken der NSDAP）が、1929年に大管区に昇格。1935年までは、ウンターフランケン大管区（独: Gau Unterfranken der NSDAP）という名称であった。バイエルン自由州の一部である、ウンターフランケン地方とマイン川流域から構成された。
歴代大管区指導者
- オットー・ヘルムート

　（1928年10月1日 - 1945年5月8日）
歴代大管区指導者代理
- ルートヴィヒ・ペースル

　（1931年10月1日 - 1937年9月）
- ヴィルヘルム・キューンライヒ

　（1937年9月20日 - 1945年5月）
マルク・ブランデンブルク大管区（独: Gau Mark Brandenburg der NSDAP、en）
管区都：ベルリン。
1933年4月にブランデンブルク大管区とオストマルク大管区が合併して作られた。当初は、クーアマルク大管区（独: Gau Kurmark der NSDAP）という名称であり1939年1月31日に改称された。プロイセン自由州のブランデンブルク県のベルリン周縁部を除いた部分から構成される。
歴代大管区指導者
- ヴィルヘルム・クーベ

　（1933年6月1日 - 1936年8月7日）
- エミール・シュテュルツ

　（1936年8月7日 - 1945年4月）
歴代大管区指導者代理
- ヴェルナー・シュムック

　（1936年6月 - 1936年8月）
- パウル・ヴェーゲナー

　（1936年8月17日 - 1942年6月16日）
- ヴィクトル・フォン・ポドビエルスキ（職務代行）

　（1940年2月1日 - ?）
- ハンス・ボフィンガー（?）

　（1944年）
メクレンブルク大管区（独: Gau Mecklenburg der NSDAP）
管区都：シュヴェリーン
1925年3月22日に設置される。1937年3月31日にシュレースヴィヒ＝ホルシュタイン大管区にリューベックが編入されるまでは、メクレンブルク＝リューベック大管区（独: Gau Mecklenburg-Lübeck der NSDAP）という名称であった。メクレンブルク＝シュトレーリッツ自由州とメクレンブルク＝シュヴェリーン自由州（1934年に合併してメクレンブルク州となる）から構成される。
歴代大管区指導者
- フリードリヒ・ヒルデブラント

　（1925年3月22日 - 1930年7月）
- ヘルベルト・アルブレヒト（暫定）

　（1930年7月 - 1931年1月31日）
- フリードリヒ・ヒルデブラント

　（1931年2月1日 - 1945年5月8日）
歴代大管区指導者代理
- ロベルト・シュルツ

　（1925年10月 - 1926年9月）
- オットー＝ハインリヒ・ドレヒスラー

　（1932年8月1日 - 1933年5月31日）
- ルドルフ・シルトマン

　（1933年6月1日 - 1935年3月）
- ゲルト・フォン・ケルバー

　（1935年4月1日 - 1945年5月8日）
モーゼルラント大管区（独: Gau Moselland der NSDAP）
大管区都：コブレンツ
1931年6月1日に、ラインラント大管区を分割した結果作られた。1942年までは、コブレンツ＝トリーア大管区（独: Gau Koblenz-Trier der NSDAP）という名称であった。プロイセン自由州のライン県の南半分から構成され、1942年にはルクセンブルク民政長官地域が編入された。
歴代大管区指導者
- グスタフ・ジーモン

　（1931年6月1日 - 1945年3月）
歴代大管区指導者代理
- フリッツ・レックマン

　（1931年 - 1945年5月）
ミュンヘン＝上バイエルン大管区（独: Gau München-Oberbayern der NSDAP、en）
大管区都：ミュンヘン
1930年11月16日にオーバーバイエルン大管区と大ミュンヘン大管区が合併して作られた。バイエルン自由州の一部分から構成される。
歴代大管区指導者
- アドルフ・ワーグナー

　（1930年11月16日 - 1944年4月12日）
- パウル・ギースラー

　（1944年4月12日 - 1945年5月8日）
歴代大管区指導者代理
- オットー・ニッポルト

　（1932年12月 - 1940年5月17日）
- ヨアヒム・フォン・モルトケ（暫定）

　（1940年 - 1942年）
- 空位

　（1942年 - 1945年5月）
ニーダードナウ帝国大管区（独: Reichsgau Niederdonau der NSDAP）
管区都：ヴィーン
1938年2月21日にニーダーエスターライヒ大管区が廃止された後の、5月21日にニーダードナウ大管区として再設置された。1940年3月15日に帝国大管区となる。ニーダーエスターライヒ州から構成され、ズデーテンラント南部も含む。
歴代大管区指導者
- フーゴ・ユーリイ

　（1938年5月22日 - 1945年5月8日）
歴代大管区指導者代理
- カール・ゲルラント

　（1938年6月1日 - 1943年11月）
- 空位

　（1943年11月 - 1945年5月）
ニーダーシュレージエン大管区（独: Gau Niederschlesien der NSDAP）
大管区都：ブレスラウ
1941年1月にシュレージエン大管区を分割して作られた。プロイセン自由州のニーダーシュレージエン県から構成される。
歴代大管区指導者
- カール・ハンケ

　（1941年2月9日 - 1945年5月6日）
オーバードナウ帝国大管区（独: Reichsgau Oberdonau der NSDAP）
大管区都：リンツ
1938年2月22日にオーバーエスターライヒ大管区が廃止された後の、5月22日にオーバードナウ大管区として再設置された。1940年3月15日に帝国大管区となる。オーバーエスターライヒ州から構成され、ズデーテンラント南部を含む。
歴代大管区指導者
- アウグスト・アイグルーバー

　（1938年5月22日 - 1945年5月8日）
歴代大管区指導者代理
- ハンス・アイゼンコルプ

　（1938年5月24日 - 1940年4月30日）
- クリスティアン・オプデンホフ

　（1940年5月1日 - 1944年）
オーバーシュレージエン大管区（独: Gau Oberschlesien der NSDAP）
管区都：カトヴィッツ
1941年1月にシュレージエン大管区を分割して作られた。プロイセン自由州のオーバーシュレージエン県と、占領した旧ポーランド領から構成される。
歴代大管区指導者
- フリッツ・ブラハト

　（1941年1月27日 - 1945年5月8日）
- ルドルフ・メッツナー（職務代行）

　（1944年5月 - 1944年秋、1945年1月23日 - 1945年5月）
歴代大管区指導者代理
- アルベルト・ホフマン

　（1941年4月20日 - 1943年1月26日）
- 空位

　（1943年1月26日 - 1944年5月）
- ルドルフ・メッツナー

　（1944年5月 - 1945年3月）
東ハノーファー大管区（独: Gau Ost-Hannover der NSDAP）
大管区都リューネブルク
1925年3月に設置。1925年12月に改名されるまではリューネブルク＝シュターデ大管区（独: Gau Lüneburg-Stade der NSDAP）といった。プロイセン自由州のハノーファー県の西部を除いた部分から構成される。
歴代大管区指導者
- オットー・テルショウ

　（1925年7月16日 - 1945年5月8日）
歴代大管区指導者代理
- ヘルマン・エーザー

　（1925年7月16日 - 1929年）
- 不明

　（1929年 - 1930年4月）
- ゲオルク・ヴァイデンヘーファー

　（1930年4月 - 1933年9月）
- オットー・ガーケンホルツ

　（1933年11月1日 - 1936年10月）
- ハインリヒ・ペーパー

　（1936年10月15日 - 1945年5月）
東プロイセン大管区（独: Gau Ostpreußen der NSDAP）
大管区都：ケーニヒスベルク
1925年に設置。プロイセン自由州の東プロイセン県から構成される。1939年10月26日の総統命令により東プロイセン大管区の5管区（エルビング、マリーエンブルク、マリーエンヴェルダー、ローゼンベルク、シュトゥーム）がダンツィヒ大管区に編入され、また占領した隣接する旧ポーランド領が併合された。
歴代大管区指導者
- ヴィルヘルム・シュティヒ（Wilhelm Stich）

　（1925年12月 - 1926年1月）
- ブルーノ・グスタフ・シェルヴィッツ

　（1926年2月1日 - 1927年3月）
- ハンス・アルベルト・ホーンフェルト（暫定）

　（1927年3月17日 - 1928年8月）
- 空位

　（1928年8月 - 1928年10月1日）
- エーリヒ・コッホ

　（1928年10月1日 - 1945年4月23日）
歴代大管区指導者代理
- ヴァルデマール・マグニア

　（1926年1月 - 1928年9月15日）
- ダゴベルト・デュル（Dagobert Dürr）

　（1928年9月15日（?） - 1932年）
- フェルディナント・グロースヘル

　（1932年 - 1945年4月9日）
ポンメルン大管区（独: Gau Pommern der NSDAP）
大管区都：シュテッティーン
1925年3月22日に設置。プロイセン自由州のポンメルン県から構成される。
歴代大管区指導者
- テオドール・ファーレン

　（1925年3月22日 - 1927年5月1日）
- ヴァルター・フォン・コルスヴァント

　（1927年5月1日 - 1931年4月1日）
- ヴィルヘルム・カルペンシュタイン

　（1931年4月1日 - 1934年7月21日）
- フランツ・シュヴェーデ＝コーブルク

　（1934年7月21日 - 1945年）
歴代大管区指導者代理
- ヴァルター・フォン・コルスヴァント

　（1927年5月1日 - 1928年8月21日）
- ロベルト・シュルツ

　（1928年8月21日 - 1931年1月1日）
- オットー・ヘルクト

　（1931年 - 1934年）
- マスコウ（Maskow）

　（1934年（?））
- マックス・ティートベール（第二大管区指導者代理）

　（1933年4月 - 1934年）
- ロベルト・シュルツ

　（1934年 - 1934年8月）
- アルトゥール・カウフマン

　（1934年8月 - 1936年11月）
- パウル・ジーモン

　（1937年8月 - 1945年5月）
ザクセン大管区（独: Gau Sachsen der NSDAP）
大管区都：ドレスデン
1921年10月に設置されたが、ミュンヘン一揆の失敗により解散する。1925年2月26日に再設置される。ザクセン自由州から構成される。
歴代大管区指導者
- フリッツ・ティトマン

　（1921年11月9日 - 1923年11月9日）
- マルティン・ムッチュマン

　（1925年2月26日 - 1945年5月7日）
- アルベルト・ヴィーアハイム

　（1925年 - 1926年）
歴代大管区指導者代理
- カール・フリッチュ

　（1924年 - 1944年4月21日）
- 空位

　（1944年4月21日 - 1945年5月）
ザルツブルク帝国大管区（独: Reichsgau Salzburg der NSDAP）
大管区都：ザルツブルク
1926年8月に設置。1928年10月1日にチロル大管区、フォアアールベルク大管区と合併して西部大管区となるが、1932年7月1日に分割されて再設置される。1940年3月15日に帝国大管区となる。ザルツブルク州から構成される。
歴代大管区指導者
- ヨーゼフ・ヴェーバー（Josef Weber）（？）

　（1926年9月1日 - 1926年9月25日）
- レオポルト・マリーナ（Leopold Malina）

　（1926年9月26日 - 1927年）
- ヨーゼフ・コラー（Josef Koller）

　（1928年 - 1929年）
- ハインリヒ・ズスケ（Heinrich Suske）

　（1928年10月1日（？） - 1931年）
- ニコラウス・ドナート（Nikolaus Donat）

　（1931年 - 1932年）
- ルドルフ・リーデル（Rudolf Reidl）

　（1932年）
- カール・シャリツァー

　（1932年5月 - 1934年8月）
- ヘルマン・ブーフライトナー（Hermann Buchleitner）

　（不明）
- アントン・ヴィンターシュタイガー

　（1934年11月16日 - 1938年3月11日）
- イェンネヴァイン（Jennewein）

　（1935年）
- フリードリヒ・ライナー

　（1938年5月22日 - 1941年11月27日）
- グスタフ・アドルフ・シェール

　（1941年11月27日 - 1945年5月3日）
歴代大管区指導者代理
- アントン・ヴィンターシュタイガー

　（1938年5月24日 - 1945年5月）
シュレースヴィヒ＝ホルシュタイン大管区（独: Gau Schleswig-Holstein der NSDAP）
大管区都：キール。
1925年2月に設置。プロイセン自由州のシュレスヴィヒ＝ホルシュタイン県とリューベック自由市に加え、オルデンブルク自由州の外縁部から構成される。
歴代大管区指導者
- ヒンリヒ・ローゼ

　（1925年2月26日 - 1932年7月15日）
- ヨアヒム・マイアー＝クヴァーデ

　（1932年7月15日 - 1932年12月）
- ヒンリヒ・ローゼ

　（1932年12月 - 1945年5月）
歴代大管区指導者代理
- エミール・ブリックス

　（1932年 - 1934年）
- ヴィルヘルム・ジー

　（1934年/1935年 - 1945年5月）
シュヴァーベン大管区（独: Gau Schwaben der NSDAP、en）
管区都：アウクスブルク
1928年10月1日にオーバーバイエルン＝シュヴァーベン大管区を分割した結果作られた。バイエルン自由州の一部から構成される。
歴代大管区指導者
- カール・ヴァール

　（1928年10月1日 - 1945年5月8日）
歴代大管区指導者代理
- マティエス・ケルナー（Mathies Kellner）

　（1934年 - 1935年3月17日（?））
- フランツ・シュミット

　（1935年3月17日 - 1937年11月10日）
- ゲオルク・トレーク

　（1937年12月15日 - 1942年9月9日）
- アントン・ミュンドラー（職務代行）

　（1942年2月15日 - 1945年5月）
シュタイアーマルク帝国大管区（独: Reichsgau Steiermark der NSDAP）
大管区都：グラーツ
1926年8月に設置。シュタイアーマルク州から構成され、ブルゲンラント州の一部を含む。ユーゴスラヴィア（現スロヴェニア）に設置された下シュタイアーマルク民政長官地域も1941年編入された。
歴代大管区指導者
- フリッツ・クナウス

　（1926年8月 - 1926年12月）
- ハインリヒ・K・シュミット（Heinrich K. Schmidt）

　（1926年12月 - 1927年9月1日）
- フェルディナント・クリューグラー（Ferdinand Krügler）

　（1927年 - 1928年）
- ヴァルター・オーバーハイダッハー

　（1928年11月25日 - 1934年8月4日）
- オットー・クリスタンデル（職務代行）

　（1933年6月19日 - 1933年）
- ライムント・ヘルト（Reimund Held）

　（1933年6月 - 1933年（？））
- ハインリヒ・パーグル（Heinrich Pagl）

　（1933年7月1日 - 1934年5月16日）
- カール・プフラグナー（Karl Pfragner）

　（1934年6月1日 - 1934年7月25日）
- ヴァルター・ラフェルスベルガー

　（1934年9月 - 1934年10月）
- ハンス・ゲオルク・ビルゲリ

　（1934年10月 - 1935年2月）
- ハインリヒ・パーグル（Heinrich Pagl）

　（1934年12月 - 1935年7月）
- ハンス・ゲオルク・ビルゲリ

　（1935年）
- ライムント・ヘルト（Reimund Held）

　（1935年 - 1936年7月）
- ゼップ・ヘルフリヒ

　（1936年7月 - 1937年3月）
- 空位（？）

　（1937年3月 - 1938年2月25日）
- ゼップ・ヘルフリヒ

　（1938年2月25日 - 1938年5月22日）
- ジークフリート・ウイバーライター

　（1938年5月22日 - 1945年5月8日）
歴代大管区指導者代理
- ヴァルター・オーバーハイダッハー

　（1928年）
- フリッツ・クナウス

　（1930年 - 1934年）
- ハンス・ゲオルク・ビルゲリ

　（1934年9月 - 1934年10月）
- オットー・クリスタンデル

　（1938年3月 - 1938年4月）
- トビアス・ポルチー

　（1938年5月24日 - 1945年5月）
ズデーテンラント帝国大管区（独: Reichsgau Sudetenland der NSDAP）
大管区都：ライヒェンベルク
1938年10月30日に設置。ミュンヘン協定でチェコスロヴァキアからナチス・ドイツに割譲された地域の一部である、ズデーテンラントから構成された。
歴代大管区指導者
- コンラート・ヘンライン

　（1938年10月30日 - 1945年5月8日）
歴代大管区指導者代理
- カール・ヘルマン・フランク

　（1938年10月30日 - 1939年3月15日）
- フリッツ・ケルナー

　（1939年3月25日 - 1940年3月3日）
- リヒャルト・ドンネヴェルト

　（1940年3月12日 - 1943年8月15日）
- ヘルマン・ノイブルク（職務代行）

　（1943年11月18日 - 1945年5月）
南ハノーファー＝ブラウンシュヴァイク大管区（独: Gau Süd-Hannover-Braunschweig der NSDAP）
大管区都：ハノーファー
ブラウンシュヴァイク自由州とプロイセン自由州のハノーファー県の西部・南部から構成される。1928年10月1日に、北ハノーファー・南ハノーファー両大管区が合併して生まれた。
歴代大管区指導者
- ベルンハルト・ルスト

　（1928年10月1日 - 1932年8月17日）
- ヘルマン・ムース

　（1932年8月17日 - 1932年12月）
- ベルンハルト・ルスト

　（1928年12月 - 1940年11月）
- クルト・シュマルツ

　（1940年11月 - 1940年12月）
- ハルトマン・ラウターバッハー

　（1940年12月8日 - 1945年5月8日）
歴代大管区指導者代理
- カール・ディンクラーゲ

　（1928年10月1日 - 1930年10月7日）
- ヘルマン・ムース

　（1930年10月7日（?） - 1932年8月17日）
- ゲレット・コルゼマン

　（1932年8月17日（?） - 1932年12月（?））
- ヘルマン・ムース

　（1932年12月 - 1933年4月15日（?））
- クルト・シュマルツ

　（1933年4月15日 - 1940年12月）
- オットー・ガーケンホルツ（代行（?））

　（1936年10月 - （?））
- ハルトマン・ラウターバッハー

　（1940年8月8日 - 1940年12月2日）
- 空位（?）

　（1940年12月2日 - 1941年1月20日）
- アウグスト・クノップ

　（1941年1月20日 - 1945年5月）
テューリンゲン大管区（独: Gau Thüringen der NSDAP）
大管区都：ヴァイマル
1925年に設置。テューリンゲン州と隣接したザクセン自由州から構成される。
歴代大管区指導者
- アルトゥール・ディンター

　（1925年4月6日 - 1927年9月30日）
- フリッツ・ザウケル

　（1927年10月1日 - 1945年5月8日）
歴代大管区指導者代理
- フリッツ・ザウケル

　（1927年2月 - 1927年9月30日）
- ハンス・ゼヴェールス・ツィーグラー

　（1927年9月30日 - 1931年）
- ヴィリー・マルシュラー

　（1931年（?） - 1932年6月15日（?））
- フリッツ・ヴェヒトラー

　（1932年6月15日 - 1935年12月）
- ハインリヒ・ジークマイアー

　（1936年3月1日 - 1945年5月）
チロル＝フォアアールベルク帝国大管区（独: Reichsgau Tirol-Vorarlbearg der NSDAP）
管区都：インスブルック
チロル州（東チロルを除く）とフォアアールベルク州から構成される大管区。1938年5月22日にチロル大管区とフォアアールベルク大管区が合併して作られた。1940年3月15日に帝国大管区になる。
歴代大管区指導者
- フランツ・ホーファー

　（1938年5月25日 - 1945年5月6日）
歴代大管区指導者代理
- 空位

　（1938年 - 1940年11月）
- ヘルベルト・パルゾン

　（1940年11月 - 1945年5月）
ヴァルテラント帝国大管区（独: Reichsgau Wartheland der NSDAP）
管区都：ポーゼン
ポズナン県、ウッチ県のほとんど、ポモージェ県の5つの郡、ワルシャワ県の1つの郡から成っていた。1940年1月29日まではポーゼン大管区（独: Gau Posen der NSDAP）といった。
歴代大管区指導者
- アルトゥール・グライザー

　（1939年10月21日 - 1945年5月8日）
歴代大管区指導者代理
- ロベルト・シュルツ（代行）

　（1939年10月28日 - 1941年3月）
- クルト・シュマルツ

　（1941年3月 - 1945年）
ヴェーザー＝エムス大管区（独: Gau Weser-Ems der NSDAP）
大管区都：ブレーメン
1928年10月1日に北ハノーファー大管区より分割されて設置。オルデンブルク自由州の内縁部とブレーメン州、プロイセン自由州のハノーファー県の最西部から構成される。
歴代大管区指導者
- カール・レーヴァー

　（1928年10月1日 - 1942年5月15日）
- パウル・ヴェーゲナー

　（1942年5月26日 - 1945年5月8日）
- ゲオルク・ヨエル（職務代行）

　（1945年4月26日 - 1945年5月5日）
歴代大管区指導者代理
- ハインツ・シュパンゲマッハー

　（1928年10月1日 - 1932年）
- ゲオルク・ヨエル

　（1932年8月 - 1945年5月）
北ヴェストファーレン大管区（独: Gau Westfalen-Nord der NSDAP）
大管区都：ミュンスター。
1931年1月1日にヴェストファーレン大管区が南北に分割されて設置された。リッペ自由州とプロイセン自由州のヴェストファーレン県の北半分から構成される。
歴代大管区指導者
- アルフレート・マイヤー

　（1931年1月1日 - 1945年4月11日）
歴代大管区指導者代理
- ペーター・シュタンギーア

　（1931年8月 - 1945年5月）
南ヴェストファーレン大管区（独: Gau Westfalen-Süd der NSDAP）
大管区都：ボーフム
1931年1月1日にヴェストファーレン大管区が南北に分割されて設置された。プロイセン自由州のヴェストファーレン県の南半分から構成される。
歴代大管区指導者
- ヨーゼフ・ヴァーグナー

　（1931年1月1日 - 1941年11月9日）
- ハインリヒ・フェッター（職務代行）

　（1936年10月26日 - 1941年11月9日）
- パウル・ギースラー

　（1941年11月9日 - 1943年1月26日）
- アルベルト・ホフマン

　（1943年1月26日 - 1945年4月13日）
歴代大管区指導者代理
- エミール・シュテュルツ

　（1930年10月1日 - 1936年8月7日）
- フリッツ・ブラハト（暫定）

　（1936年8月1日 - 1936年10月15日）
- ハインリヒ・フェッター

　（1936年10月26日 - 1945年5月）
ヴェストマルク大管区（独: Gau Westmark der NSDAP）
大管区都：ノイシュタット・アン・デア・ヴァインシュトラーセ、1940年にザールブリュッケン、1944年に再びノイシュタット・アン・デア・ヴァインシュトラーセ
バイエルン州のプファルツ地方とザールラントから構成される。1935年にザールラントのドイツ復帰が決定すると、3月1日にザールラント大管区とライン＝プファルツ大管区を統合してプファルツ＝ザール大管区（独: Pfalz-Saar）が設置された。1937年にザールプファルツ大管区（独: Saarpfalz、en）に改称され、さらに1940年夏にロートリンゲン地方が併合されると、ヴェストマルク大管区へ改称された。この大管区は帝国大管区へと改編する計画があった。詳しくは帝国大管区#フランスを参照。
歴代大管区指導者
- ヨーゼフ・ビュルケル

　（1935年3月1日 - 1944年9月28日）
- エルンスト・ルートヴィヒ・ライザー（職務代行）

　（1938年3月 - 1940年3月）
- ヴィリ・シュテーア（職務代行）

　（1944年9月28日 - 1945年1月30日）
- ヴィリ・シュテーア

　（1945年1月30日 - 1945年3月）
歴代大管区指導者代理
- エルンスト・ルートヴィヒ・ライザー（職務代行）

　（1927年11月19日 - 1928年12月1日）
- フリッツ・シュヴィッツゲーベル

　（1928年12月1日 - 1934年8月1日）
- エルンスト・ルートヴィヒ・ライザー（職務代行）

　（1934年8月1日 - 1941年7月17日）
- ヴィリ・シュテーア

　（1944年9月28日 - 1945年1月30日）
- 空位

　（1945年1月30日 - 1945年3月）
ウィーン帝国大管区（独: Reichsgau Wien der NSDAP）
大管区都：ウィーン。
1926年に設置された。「大ウィーン」として特別市のようにそれ単体でひとつの大管区とされた。1940年3月15日に帝国大管区になる。
歴代大管区指導者
- ヴァルター・レントマイスター（Walter Rentmeister）

　（1926年6月1日 - 1928年9月21日）
- オイゲン・ヴェルコヴィッチ

　（1928年10月 - 1929年11月）
- ロベルト・デルダ（Robert Derda）

　（1929年11月 - 1929年12月）
- アルフレート・エドゥアルト・フラウエンフェルト

　（1930年1月1日 - 1933年12月）
- 空位（？）

　（1933年6月 - 1935年1月）
- フランツ・リヒター（職務代行）

　（1935年1月 - 1935年5月）
- レオポルト・タフス（Leopold Tavs）

　（1937年3月11日 - 1938年1月25日）
- フランツ・リヒター（職務代行）

　（1938年2月 - 1938年5月）
- オディロ・グロボクニク

　（1938年5月22日 - 1939年1月30日）
- ヨーゼフ・ビュルケル

　（1939年1月30日 - 1940年8月2日）
- バルドゥール・フォン・シーラッハ

　（1940年8月10日 - 1945年5月8日）
歴代大管区指導者代理
- フランツ・リヒター

　（1937年 - 1938年2月）
- 空位

　（1938年春 - 1939年11月4日）
- カール・シャリツァー

　（1939年11月4日 -1945年5月 ）
ヴュルテンベルク＝ホーエンツォレルン大管区（独: Gau Württemberg-Hohenzollern der NSDAP）
大管区都：シュツットガルト。
1925年に設置された。ヴュルテンベルク自由人民州とプロイセン自由州のホーエンツォレルン県から構成される。
歴代大管区指導者
- オイゲン・ムンダー

（1925年7月 - 1928年2月1日）
- ヴィルヘルム・ムア

（1928年2月1日 - 1945年5月8日）
歴代大管区指導者代理
- アーノルト・ヴァルトシュミット

　（1925年 - 1926年）
- グントラッハ（Gundlach）

　（1926年 - 1928年1月18日）
- フリードリヒ・シュミット

　（1933年3月 - 1937年6月30日）
- 空位

　（1937年6月30日 - 1945年5月）
外国組織部（独: Auslandsorganisation der NSDAP）
本部：ハンブルク。1935年3月以降、ベルリン。
1931年5月に党組織全国指導者グレゴール・シュトラッサーにより国外の国家社会主義ドイツ労働者党党員を統括する党外国部（Auslandsabteilung der NSDAP）が創設される。1934年2月17日に外国組織部（Auslandsorganisation der NSDAP）に改称され、大管区とみなされた。
歴代大管区指導者
- ハンス・ニーラント

　（1932年1月1日 - 1933年3月15日）
- 空位

　（1933年3月15日 - 1934年2月17日）
- エルンスト・ヴィルヘルム・ボーレ

　（1933年2月17日 - 1945年5月8日）
歴代大管区指導者代理
- アルフレート・ヘス

　（1934年 - 1941年5月）
- ヴィリー・グローテ

　（1941年 - 1945年5月）

## 文献
- Michael D. Miller、Andreas Schulz (2012). Gauleiter: The Regional Leaders Of The Nazi Party And Their Deputies, 1925-1945 (Herbert Albrecht-H. Wilhelm Huttmann-Volume 1. R. James Bender Publishing. ISBN 1-932970-21-5
- Der große Atlas der Weltgeschichte (in German), Historical map book, published: 1990, publisher: Orbis Verlag - Munich, ISBN 3-572-04755-2
- 山口定：『ヒトラーの抬頭；ワイマール・デモクラシーの悲劇』、朝日新聞社、1991年、ISBN 4-02-260652-5
- フランツ・ノイマン 著、岡本友孝、小野英祐、加藤栄一 訳『ビヒモス ナチズムの構造と実際』みすず書房、1963年。ISBN 978-4622017011。